# Motivación (acto administrativo)
En Derecho, la motivación de los actos administrativos es la exteriorización o expresión de las razones que han llevado a una Administración Pública a adoptar una determinada resolución administrativa. La Ley de Procedimiento Administrativo Común de las Administraciones Públicas de España se refiere a la motivación como una sucinta referencia de hechos y fundamentos de derecho del acto administrativo.

## Concepto y funciones
De acuerdo con el profesor García de Enterría, la motivación es un elemento independiente del acto y no un simple elemento formal y la define: “Motivar un acto administrativo es reconducir la decisión que en el mismo se contiene a una regla de derecho que autoriza tal decisión o de cuya aplicación surge. Por ello, motivar un acto obliga a fijar, en primer término, los hechos de cuya consideración se parte y a incluir tales hechos en el supuesto de una norma jurídica; y, en segundo lugar, a razonar cómo tal norma jurídica impone la resolución que se adopta en la parte dispositiva del acto”.
La motivación del acto administrativo cumple tres funciones básicas:
- Asegurar la seriedad en la formación de la voluntad de la Administración Pública.
- Garantizar que el administrado podrá impugnar el acto administrativo con posibilidad real de criticar las bases en las que se fundamenta.
- Hacer posible el control jurisdiccional del acto.

Su función más importante y su razón más esencial como requisito de validez, es evitar arbitrariedad por parte de la Administración, entendida esta como “la apreciación o valoración errónea de los presupuestos de hecho y de derecho que determinan una actuación administrativa.

## Origen histórico
La motivación de los actos administrativos es un requisito relativamente moderno. En los sistemas monárquicos del Antiguo Régimen no existía un deber de motivación de las resoluciones judiciales y menos aun de los actos administrativos. La legitimidad de la sentencia dependía de la autoridad que el mismo juez ostentaba, como representante del monarca, que simbolizaba el poder y podía dictar una decisión o una Ley de manera completamente libre y por tanto no se debía a la justificación o fundamentación que pudiera dar el juez para un asunto concreto. La revolución francesa fue la que inició la motivación de las decisiones judiciales, pero no para las actuaciones administrativas.
En el Derecho administrativo de España, se recogió este concepto por primera vez en los reglamentos ministeriales dictados en desarrollo de la Ley de Bases del Procedimiento  Administrativo, de 1890, aunque no se asentó hasta bien entrado el siglo XX.

## Regulación en España
La motivación de los actos administrativos se regula en el artículo 35 de la Ley 39/2015, de 1 de octubre, del Procedimiento Administrativo Común de las Administraciones Públicas, que establece que serán motivados, con sucinta referencia de hechos y fundamentos de derecho:
1. Los actos que limiten derechos subjetivos o intereses legítimos.
2. Los actos que resuelvan procedimientos de revisión de oficio de disposiciones o actos administrativos, recursos administrativos y procedimientos de arbitraje y los que declaren su inadmisión.
3. Los actos que se separen del criterio seguido en actuaciones precedentes o del dictamen de órganos consultivos.
4. Los acuerdos de suspensión de actos, cualquiera que sea el motivo de esta, así como la adopción de medidas provisionales previstas en el artículo 56.
5. Los acuerdos de aplicación de la tramitación de urgencia, de ampliación de plazos y de realización de actuaciones complementarias.
6. Los actos que rechacen pruebas propuestas por los interesados.
7. Los actos que acuerden la terminación del procedimiento por la imposibilidad material de continuarlo por causas sobrevenidas, así como los que acuerden el desistimiento por la Administración en procedimientos iniciados de oficio.
8. Las propuestas de resolución en los procedimientos de carácter sancionador, así como los actos que resuelvan procedimientos de carácter sancionador o de responsabilidad patrimonial.
9. Los actos que se dicten en el ejercicio de potestades discrecionales, así como los que deban serlo en virtud de disposición legal o reglamentaria expresa.